# Oberwaldberg

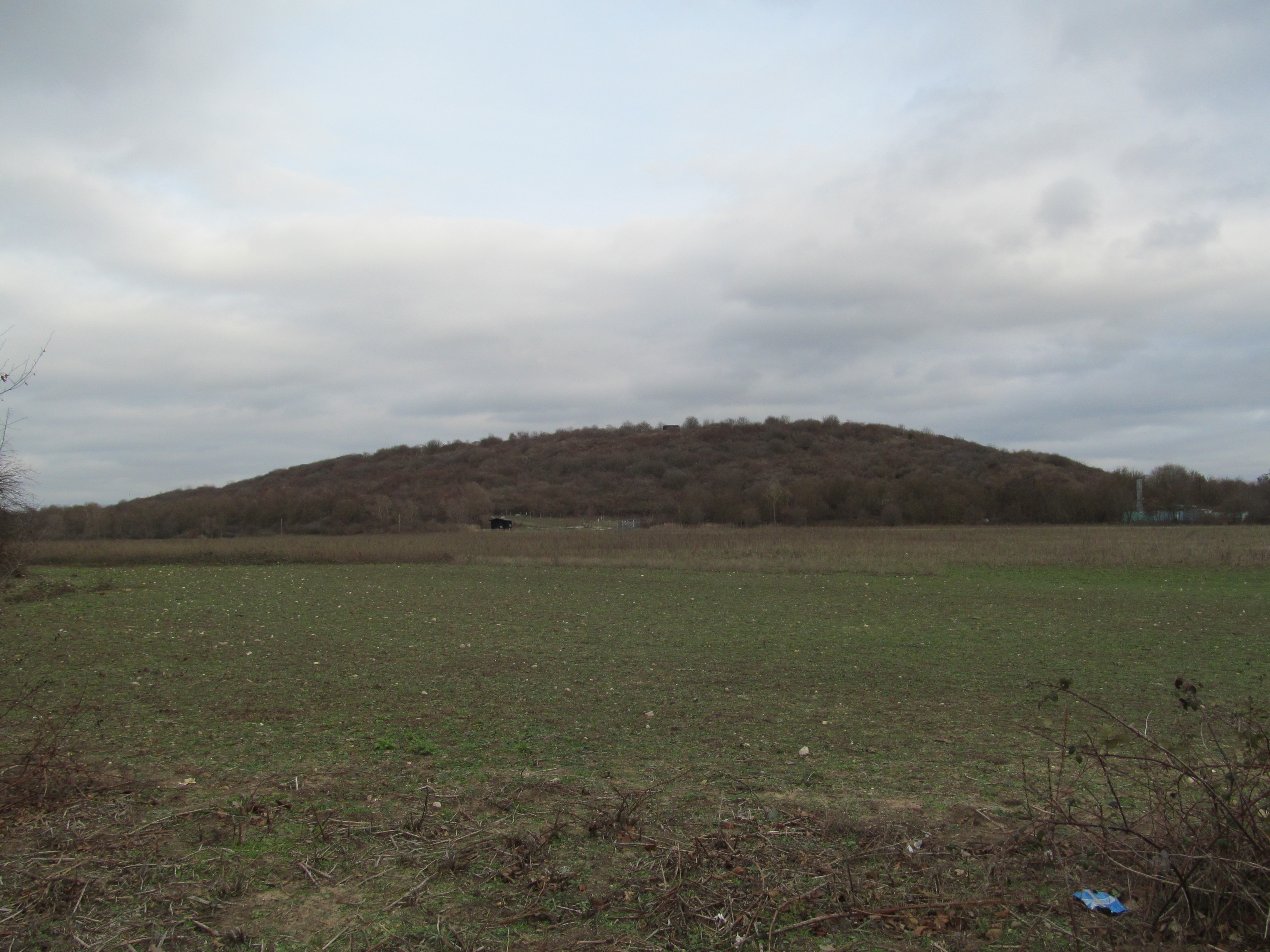
Oberwaldberg (2019)

Der Oberwaldberg ist mit 145 m Höhe der höchste Punkt im Kreis Groß-Gerau. Er entstand aus einer Müllkippe und gehört zu den wenigen Bergen, deren Entstehungsgeschichte ausführlich dokumentiert ist.

## Lage, Größe
Der Oberwaldberg befindet sich in der Gemarkung Mörfelden knapp 3 Kilometer östlich vom Zentrum Mörfeldens an der A 5, nordwestlich der Anschlussstelle Langen-Mörfelden. Er hat eine maximale Nord-Süd-Ausdehnung von 700 Meter bei einer Breite von 270 Meter und bedeckt eine Fläche von knapp 20 Hektar.

## Geschichte

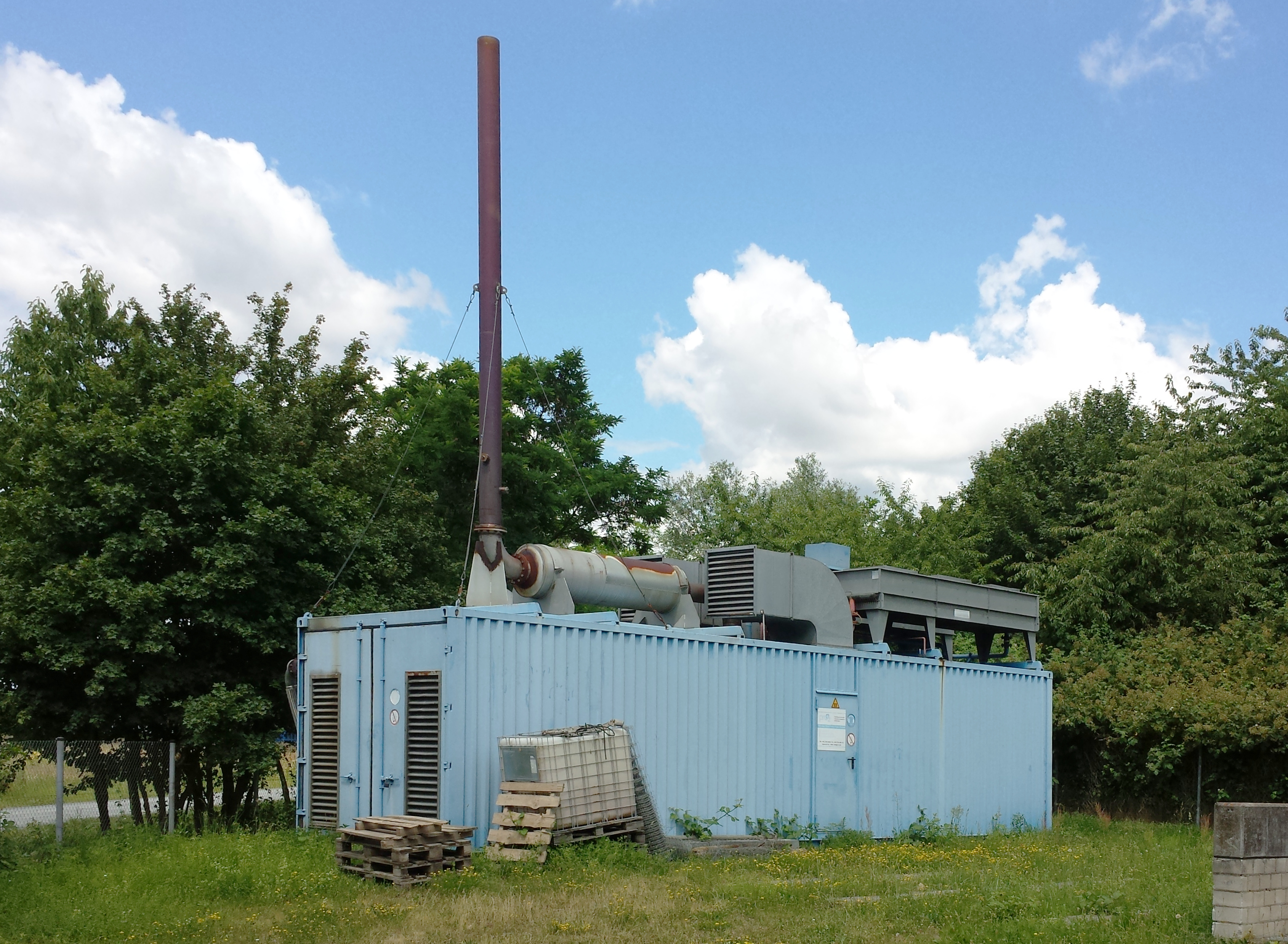
Blockheizkraftwerk der AWS am Oberwaldberg zur Verwertung des Deponiegases

Der ursprüngliche Mörfelder Oberwald, der dem Berg und dem benachbarten Oberwaldsee seinen Namen gibt, ist durch den Bau von Verkehrswegen und Kiesabbau weitgehend verschwunden. Auch an Stelle des heutigen Berges wurde bis in die Zeit nach dem Zweiten Weltkrieg Kies abgebaut. 1957 wurde die Grube von der damals selbständigen Stadt Mörfelden zur Müllkippe umfunktioniert. Ab 1972 wurde hier der gesamte Abfall des Kreises Groß-Gerau deponiert, bis zur Schließung etwa 4 Millionen m³.
Bereits um 1982 war eine wasserhemmende Tonschicht eingezogen worden. Ab etwa 1985 war das Grubenvolumen bis zur Oberkante verfüllt und die Deponie wuchs allmählich zum Hügel an. Nach der Schließung wurde der Müll unter einer Oberflächenabdeckung aus Ton eingekapselt. Das sich im Inneren sammelnde Sickerwasser wird an Schächten aufgefangen und in den Berg zurückgeführt, um den Zerfallsprozess des Abfalls in Gang zu halten. Das beim organischen Abbauprozess entstehende Deponiegas wird gefasst und in einem Kraftwerk des Abfallwirtschaftszentrums Südhessen (AWS) in Strom umgewandelt. Im Jahr 2006 wurden täglich etwa 300 kWh erzeugt, mit abnehmender Tendenz. Ist das Kraftwerk abgeschaltet, wird das anfallende Deponiegas in einer Gasfackel verbrannt.
Nach Plan sollte die Deponienachsorge im Jahr 2016 beendet und der Berg vollständig freigegeben werden. Das ist nicht geschehen, Stand 2023 ist der Berg noch immer eingezäunt und für die Allgemeinheit nur auf einem Weg überquerbar.

## Freizeit und Tourismus
2006 hat die AWS auf dem Gipfel eine 45 m über dem umgebenden Gelände liegende Besucherplattform errichtet, von der aus die Sicht über die umliegenden Kiesgrubenseen und Ortschaften bis zum Taunus, nach Frankfurt am Main, zum Frankfurter Flughafen und nach Südosten zum Odenwald reicht. Das Panorama in nördlicher Richtung ist auf einer Tafel beschriftet.
Aufgrund der noch ablaufenden Gasbildung in der Deponie ist derzeit nur ein einziger Weg von der West- zur Ostseite über den Berg freigegeben, von dem an der Nordkurve ein Stichweg zum Gipfel abzweigt. Das übrige mit Sträuchern und Bäumen bepflanzte Gelände ist eingezäunt bzw. wegen Bewuchs unpassierbar, abzweigende Fahrwege sind mit Toren abgesperrt. Am Weg befindet sich an der Nordwestseite eine zweite Aussichtskanzel.
Die Regionalpark-Rundroute führt im Norden, Osten und Süden um den Oberwaldberg herum.